# كارنوبات
كارنوبات (بالبلغارية: Карнобат)‏ هي مدينة في مقاطعة بورغاس، جنوب شرق بلغاريا. يبلغ عدد سكانها 16483 نسمة حسب تعداد 2021.